# Kuppam
Kuppam è una suddivisione dell'India, classificata come census town, di 18.803 abitanti, situata nel distretto di Chittoor, nello stato federato dell'Andhra Pradesh. In base al numero di abitanti la città rientra nella classe IV (da 10.000 a 19.999 persone).

## Geografia fisica
La città è situata a 12° 45' 0 N e 78° 22' 0 E e ha un'altitudine di 666 m s.l.m..

## Società

### Evoluzione demografica
Al censimento del 2001 la popolazione di Kuppam assommava a 18.803 persone, delle quali 9.675 maschi e 9.128 femmine. I bambini di età inferiore o uguale ai sei anni assommavano a 2.541, dei quali 1.348 maschi e 1.193 femmine. Infine, coloro che erano in grado di saper almeno leggere e scrivere erano 12.934, dei quali 7.259 maschi e 5.675 femmine.